# Limonium ocymifolium
Limonium ocymifolium ist eine Pflanzenart aus der Gattung der Strandflieder (Limonium) in der Familie der Bleiwurzgewächse (Plumbaginaceae).

## Merkmale
Limonium ocymifolium ist ein ausdauernder Halbstrauch, der Wuchshöhen von 18 bis 25 Zentimeter erreicht. Die gesamte Pflanze, insbesondere die Blätter, sind aschgrau bemehlt. Die Laubblätter messen 15 bis 25 × 5 bis 12 Millimeter. Sie sind gerundet oder leicht ausgerandet, spatelig, trocken runzelig und einnervig.
Der Umriss der Rispe ist rhombisch bis trugdoldig. Die Ähren sind dicht und weisen je Zentimeter 3 bis 5 Ährchen auf. Diese sind aufrecht-abstehend, zweizeilig angeordnet und ein- bis zweiblütig (selten dreiblütig). Das äußere Tragblatt ist 2 bis 2,5 Millimeter groß und hat einen breiten Hautrand. Das innere Tragblatt ist purpurn bis dunkelbraun, 4 bis 5 × 3 Millimeter groß und weist einen 1 Millimeter breiten Hautrand auf. Der Kelch ist gerade, am Grund behaart und 4 bis 5 (7) Millimeter groß. Die Krone ist lila oder rosa gefärbt.
Die Blütezeit reicht von Mai bis Juli.
Die Chromosomenzahl beträgt 2n = 43.

## Vorkommen
Limonium ocymifolium ist ein Endemit der Kykladen. Der Name ist auch für ähnliche Sippen aus der Ägäis fehlangewendet worden. Die Art wächst auf Kalk- und Konglomeratfelsen am Meer.